# Blade Chord
Singles de Abingdon Boys School
Nephilim STRENGTH.
Blade Chord est le quatrième single du groupe de rock japonais, Abingdon Boys School. Le morceau a été utilisé pour le jeu vidéo Sengoku Basara 2 Heroes.

## Liste des morceaux
1. BLADE CHORD - 4:36
2. Desert Rose - 4:24

## Musiciens
- Takanori Nishikawa – chant
- Sunao – guitare
- Hiroshi Shibasaki – guitare
- Toshiyuki Kishi – clavier